# Primeira Divisão 1938-39
La Primeira Divisão 1938/39 fue la quinta edición de la máxima categoría de fútbol en Portugal. Con la reforma del fútbol portugués de 1938, la liga experimental se convirtió en la competición más importante del calendario portugués de fútbol y comenzó a definir el campeón portugués. Con motivo de este torneo ha sido renombrado Campeonato Nacional da Primeira Divisão (Campeonato Nacional de Primera División) o Primeira Divisão para abreviar.

## Tabla de posiciones
| Pos. | Equipo               | Pts. | PJ | G  | E | P  | GF | GC | Dif. | Clasificación              |
| ---- | -------------------- | ---- | -- | -- | - | -- | -- | -- | ---- | -------------------------- |
| 1    | Porto (C)            | 23   | 14 | 10 | 3 | 1  | 57 | 20 | +37  | Campeón de Liga            |
| 2    | Sporting CP          | 22   | 14 | 10 | 2 | 2  | 44 | 17 | +27  |                            |
| 3    | Benfica              | 21   | 14 | 9  | 3 | 2  | 44 | 24 | +20  |                            |
| 4    | Belenenses           | 13   | 14 | 6  | 1 | 7  | 38 | 29 | +9   |                            |
| 5    | Académica de Coimbra | 11   | 14 | 4  | 3 | 7  | 27 | 39 | −12  |                            |
| 6    | Barreirense          | 10   | 14 | 4  | 2 | 8  | 21 | 27 | −6   |                            |
| 7    | Académico            | 10   | 14 | 5  | 0 | 9  | 30 | 61 | −31  |                            |
| 8    | Casa Pia (D)         | 2    | 14 | 1  | 0 | 13 | 12 | 56 | −44  | Descenso a Segunda Divisão |

 Fuente: RSSSF
|                            |
| Campeón FC Porto 2° título |

## Resultados
| Local \ Visitante    | ACC | ACO | BAR | BEL | BEN | CSP  | POR  | SCP |
| -------------------- | --- | --- | --- | --- | --- | ---- | ---- | --- |
| Académica de Coimbra | —   | 5–4 | 3–1 | 0–0 | 3–3 | 4–0  | 1–2  | 2–2 |
| Académico            | 6–2 | —   | 3–2 | 3–1 | 3–4 | 1–0  | 1–12 | 2–5 |
| Barreirense          | 3–2 | 6–0 | —   | 0–2 | 1–1 | 3–1  | 0–0  | 0–3 |
| Belenenses           | 8–1 | 7–2 | 1–2 | —   | 2–3 | 7–1  | 1–3  | 0–2 |
| Benfica              | 4–0 | 5–2 | 1–0 | 3–4 | —   | 10–1 | 4–1  | 1–4 |
| Casa Pia             | 0–2 | 1–3 | 2–1 | 2–3 | 0–1 | —    | 1–2  | 2–4 |
| Porto                | 3–1 | 4–0 | 6–1 | 5–2 | 3–3 | 10–0 | —    | 2–1 |
| Sporting CP          | 3–1 | 7–0 | 2–1 | 2–0 | 0–1 | 5–1  | 4–4  | —   |